# Jean-Dominique Maraldi
Jean-Dominique Maraldi conocido también como Giacomo Filippo Maraldi (Perinaldo, Italia; 17 de abril de 1709-ibíd., 14 de noviembre de 1788) fue un astrónomo italiano que trabajó en París.
Es conocido como Maraldi II para distinguirlo de su tío, el famoso astrónomo y matemático francés de origen italiano Jacques Philippe Maraldi (Maraldi I) (1665-1729), que a su vez era sobrino de Jacques Cassini (1677-1756).
Delambre (1827) menciona a un tercer Maraldi (Jaques Philippe Maraldi, denominado Maraldi III (1746-1797)) que hizo algunas observaciones de satélites planetarios en Perinaldo.

## Semblanza
Entre otros trabajos astronómicos realizó la determinación de la diferencia de longitud existente entre París y Greenwich (basada en el estudio de los satélites jovianos), varios estudios y observaciones de cometas así como el seguimiento y cronometración de tránsitos de Mercurio y Venus sobre el disco del Sol.

## Obras
Maraldi colaboró en la publicación de los 25 volúmenes de la "Connoissance des Temps" así como en el catálogo de Lacaille de las estrellas australes: "Coelum Australe Stelliferum".

## Eponimia
- El cráter lunar Maraldi[1] (19.4N, 34.9E, 39 km diámetro) lleva este nombre en su memoria, honor compartido con su tío, el astrónomo italiano naturalizado francés Jacques Philippe Maraldi (1665-1729).